# Запрудовка (деревня)
Запрудовка (бел. Запрудоўка) — деревня в Носовичском сельсовете Добрушского района Гомельской области Республики Беларусь.

## География
В 13 км на юг от районного центра Добруша и железнодорожной станции в этом городе, в 18 км от Гомеля.

## Транспортная система
Транспортная связь по просёлочной, а затем по автодороге Тереховка — Гомель. В деревне 65 жилых домов (2004 год). Планировка состоит из слегка выгнутой улицы с ориентацией с юго-востока на северо-запад. Застройка двухсторонняя, деревянными домами усадебного типа.

## Водная система
На реке Прудок (приток реки Уть).

## История
По письменным источникам деревня известна с начала XIX века как деревня в Белицком Могилёвской губернии. Во 2-й половине XIX века открыта школа грамоты. В 1897 году находился хлебозапасный магазин. В Носовичской волости Гомельского повета Могилёвской губернии. В 1909 году — мельница. В 1926 году работало почтовое отделение.
С 8 декабря 1926 года до 30 декабря 1927 года деревня являлась центром Запрудовского сельсовета Носовичского района Гомельского округа.
В 1930 году организован колхоз «Новый путь». Работали 3 ветряных мельницы, 2 конные круподробилки.
Во время Великой Отечественной войны в сентябре 1943 года оккупанты полностью сожгли деревню.
В 1959 году в составе племзавода «Носовичи» с центром в деревне Носовичи.

## Население

### Численность
2004 год — 65 дворов, 108 жителей

### Динамика
- 1897 год — 98 дворов, 768 жителей (согласно переписи)
- 1926 год — 112 дворов
- 1940 год — 125 дворов
- 1959 год — 490 жителей (согласно переписи)
- 2004 год — 65 дворов, 108 жителей

## Известные уроженцы
В.И. Борисовец — Заслуженный учитель Беларуси